# Église Saint-Corentin de Cury
L'église Saint-Corentin de Cury est une église paroissiale anglicane située à Cury, dans le comté anglais de Cornouailles. Édifiée à l'époque normande puis restaurée à la fin du XIXe siècle, elle est désormais classée monument de Grade I.

## Historique
L'église de Cury est dédiée depuis au moins l'an 1284 à saint Corentin, un saint breton du Ve ou VIe siècle,.
Cet édifice de l'époque normande sert d'abord d'église féodale de Winnianton avant de devenir une chapelle de la paroisse de Breage au XIIIe siècle,. Le bas-côté nord est ajouté au XVe siècle.
L'édifice est restauré en 1874 par des acteurs locaux, sans superivision de la part d'un architecte, pour un coût total de 900 £. La façade nord est démolie et reconstruite. Le toit du collatéral nord est réparé et pourvu de bossage en bois de chêne à l'intérieur ; les toits de la nef, du chœur et du bas-côté Bochym sont également reconstruits. Les bancs de l'église sont remplacés et les vitraux sont refaites en verre cathédrale (en). Le coût des travaux du bas côté Bochym est pris en charge par Richard et Sydney Davey de Bochym. L'église est rouverte le 23 juillet 1874.
L'église Saint-Corentin de Cury est classée monument de Grade I sur la National Heritage List for England depuis le 10 juillet 1957.

### Sandys Wason
De 1905 à 1920, les paroisses de Cury et Gunwalloe sont servies par le prêtre Sandys Wason, de tendance anglo-catholique. Celui-ci se révèle impopulaire auprès de ses paroissiens en raison de son attachement aux pratiques liturgiques et à d'autres aspects de l'Église catholique romaine ; il écrit notamment un poème dans ce sens. Les paroissiens en appellent alors à l'évêque de Truro afin que la liturgie du Livre de la prière commune soit restaurée dans la paroisse. Après avoir été rappelé à l'ordre par les évêques successifs Charles Stubbs et Winfrid Burrows, il est officiellement écarté de l'église de Cury mais refuse de quitter ses fonctions pastorales à Cury. Lorsque l'évêque le prive de promotions ecclésiastiques et de sa rémunération, Wason interdit en retour à l'évêque de célébrer les offices dans son église. Wason est finalement expulsé de force de sa paroisse par un groupe d'opposants et trouve refuge auprès du prêtre Bernard Walke (en) à St Hilary. Il gère alors la maison d'édition Cope and Fenwick de Londres.

## Architecture

### Plan
Au XIIe siècle, l'église Saint-Corentin est probablement de plan cruciforme. Elle comporte aujourd'hui une nef, un chœur, un bas-côté nord, un transept sud, un porche au sud et un clocher-tour à l'ouest. L'angle du chœur et du transept accueille un escalier retranché derrière un hagioscope, tandis qu'un escalier rectangulaire se trouve dans la façade du bas-côté nord.

### Extérieur
Les façades de l'église sont essentiellement faites de gravats, tandis que les portes et les pourtours des fenêtres sont en granite. Les toits en bâtière sont en ardoise de Delabole.
Le clocher-tour fortifié à deux étages est fait de granite de taille. À l'étage supérieur, les deux fenêtres doubles du XVe siècle ont chacune une vitre basse trilobée et une vitre haute quadrilobée, avec persiennes. La corniche est munie d'un parapet avec de petits pinacles dans les angles et un plus grand pinacle au-dessus de l'arrivée de la cage d'escalier dans l'angle nord-ouest. On peut y accéder à la tour par le côté ouest via une porte à arche Tudor surmontée d'une fenêtre triple de style gothique perpendiculaire.
Le pignon du chœur est plus avancé que le reste de la façade orientale. Il est érigé au XVe siècle et modifié au XIXe siècle avec ajout d'une fenêtre en granite de style perpendiculaire. Les avant-toits des façades nord et sud sont rehaussés au XIXe siècle, réduisant ainsi le degré de pente du toit. Une fenêtre trilobée du XIXe siècle est inscrite dans la façade orientale près de l'angle avec la façade sud. L'angle du transept sud accueille une tourelle avec cage d'escalier, tandis que le mur est du transept est pourvu d'fenêtre double quadrilobée du XIXe siècle.
Une autre tourelle avec cage d'escalier se trouve de l'autre côté du chœur, près du bas-côté nord.
Côté sud, le porche d'entrée est fortifié dans l'angle qui le relie à la façade sud de la nef. L'ambrasure de porte à arc brisé est ajoutée au XIXe siècle, tandis que l'embrasure de la porte intérieure, de style normand élaboré, voit ses montants renforcés par des poteaux ; son tympan est orné de formes arrondies et chevronnées et de chaînes d'anneaux infinies qui symbolisent la vie éternelle.

### Intérieur
À l'intérieur, la nef est séparée du bas-côté par six arches Tudor aux chapiteaux sculptés. Le voûte en berceau du bas-côté nord possède encore des éléments du XVe siècle, tandis que le reste de l'église est recouvert de plafonds aux poutres martelées (en) du XIXe siècle. Sur chaque côté, un escalier à poteau permet d'accéder à l'ancien jubé ; l'escalier côté sud se trouve derrière un hagioscope du XVe siècle. L'encorbellement du seuil de la porte de l'étage supérieur forme le chapiteau cannelé du poteau de la cage d'escalier, qui repose sur une base moulurée, ainsi que des demi-piliers situés aux extrémités de l'hagioscope.
Dans le bas-côté nord, on peut voir une fenêtre avec un intrados du XVe siècle dont le quadrilobe entoure une rose Tudor. Un arbre de vie est sculpté sur la dernière arche.
L'église comporte deux piscines : une encastrée dans le mur sud du chœur, et une autre dans le mur est du porche, côté sud de l'église. L'arche intérieure de la tour est supportée par des demi-piliers.
Les fonts baptismaux du XIIe siècle possèdent un bassin d'eau circulaire décoré. Les bancs en bois de pin du XIXe siècle ont des extrémités sculptées. La chaire à prêcher octogonale est aussi du XIXe siècle.
La plupart des vitraux de l'église Saint-Corentin datent de la fin du XIXe siècle et du début du XXe siècle.

## Culte et statut paroissial
Dans l'église de Cury, le culte est rendu selon la tendance anglicane Haute Église.
L'église Saint-Corentin de Cury forme une paroisse commune avec l'église Saint-Guénolé de Gunwalloe. La paroisse est rattachée au doyenné de Kerrier au sein du diocèse de Truro de l'Église d'Angleterre.